# Milford (Maine)
Milford es un pueblo ubicado en el condado de Penobscot en el estado estadounidense de Maine. En el Censo de 2010 tenía una población de 3.070 habitantes y una densidad poblacional de 25,88 personas por km².

## Geografía
Milford se encuentra ubicado en las coordenadas 44°59′36″N 68°34′33″O / 44.99333, -68.57583. Según la Oficina del Censo de los Estados Unidos, Milford tiene una superficie total de 118.6 km², de la cual 118.17 km² corresponden a tierra firme y (0.36%) 0.43 km² es agua.

## Demografía
Según el censo de 2010, había 3.070 personas residiendo en Milford. La densidad de población era de 25,88 hab./km². De los 3.070 habitantes, Milford estaba compuesto por el 95.67% blancos, el 0.62% eran afroamericanos, el 1.43% eran amerindios, el 0.46% eran asiáticos, el 0.03% eran isleños del Pacífico, el 0.16% eran de otras razas y el 1.63% pertenecían a dos o más razas. Del total de la población el 0.33% eran hispanos o latinos de cualquier raza.